# 솔수염하늘소
솔수염하늘소(학명: Monochamus alternatus 모노카무스 알테르나투스[*])는 딱정벌레목 하늘소과의 곤충이다. 쇠약하거나 말라죽은 소나무에 알을 낳아서 번식하며, 알에서 깨어난 애벌레는 소나무의 속을 먹으면서 자란다. 성충도 소나무의 껍질을 씹어먹으며, 소나무재선충의 숙주 노릇을 한다. 재선충은 스스로 움직일 힘이 없기 때문에 솔수염하늘소의 번데기 무리 주변에 모여 있다가,탈피하여 성충이 된 솔수염하늘소가 이동할 때 같이 이동한다. 솔수염하늘소의 재선충 보유율은 평균 70%이며, 평균 15,000마리의 재선충이 숙주에 기생한다.

## 방제
방제방법으로는 벌채 작업을 통한 서식지 제거 및 확산 방지, 유충 제거 등이 있다. 연합뉴스 보도에 따르면, 산림청 국립수목원은 국립산림과학원, 순천대학교 수목진단센터와 함께 진행한 공동연구에서 가시고치벌이 솔수염하늘소의 애벌레를 공격하는 것을 확인했다고 2016년 9월 1일 밝혔다. 연구에 따르면 가시고치벌은 솔수염하늘소 애벌레 표피에 알을 낳으며 이 알이 애벌레의 체액을 빨아먹고 자란다. 솔수염하늘소 애벌레 한 마리당 가시고치벌이 1∼5마리 자라는 것으로 확인됐으며, 가시고치벌이 자라면서 체액을 잃은 솔수염하늘소 애벌레는 죽게 된다.